# Тиссо, Самюэль Огюст Андре Давид
Самюэль Огюст Андре Давид Тиссо (фр. Samuel Auguste André David Tissot; 20 марта 1728 — 13 июня 1797) — швейцарский медик и Ватиканский советник.

## Биография
Окончил медицинский факультет университета Монпелье, после чего практиковал в Лозанне, в 1766 году возглавил кафедру медицины местного университета. Затем он был профессором медицинского факультета Павийского университета.

## Труды
Различные труды Тиссо пользовались широкой популярностью во второй половине XVIII века и переводились на многие европейские языки. Особенно известна была книга «Советы людям о здоровье» (фр. Avis au peuple sur la santé; 1760), простым и популярным языком рассказывавшая о медицине. В «Трактате об эпилепсии» Тиссо (фр. Traite de l'epilepsie; 1770) содержалось описание практически всех форм эпилепсии, и этот труд стал одним из оснований всей последующей эпилептологии.
Для развития неврологии имел значение «Трактат о нервах и их заболеваниях» (фр. Traite des nerfs et de leur maladies; 1780).
На русском языке его книги известны в основном в переводах Иоганна Керштенса.

## Критика
По иронии судьбы, однако, наиболее долгую известность получили не открытия Тиссо, а его спекуляции. В 1759 году он опубликовал книгу «Онанизм» (фр. L'onanisme. Dissertation sur les maladies produites par la masturbation), в которой, опираясь на анонимную брошюру, изданную в 1723 году в Лондоне, доказывал, что мастурбация (точнее сказать, неограниченная растрата семени) оказывает крайне негативное действие на нервную систему вплоть до мигрени, судорог и высыхания мозговой ткани. Эта книга Тиссо имела широчайший резонанс в Европе, выдержала за полтора столетия 63 издания и в значительной мере легла в основу описанной современными сексологами «онанофобии».